# Nadole (Słowenia)
Nadole – wieś w Słowenii, w gminie Žetale. W 2018 roku liczyła 145 mieszkańców.